# Thomas W. Templeton

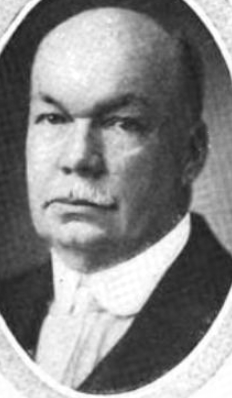
Thomas Weir Templeton

Thomas Weir Templeton (* 8. November 1867 in Plymouth, Luzerne County, Pennsylvania; † 5. September 1935 ebenda) war ein US-amerikanischer Politiker. Zwischen 1917 und 1919 vertrat er den Bundesstaat Pennsylvania im US-Repräsentantenhaus.

## Werdegang
Thomas Templeton besuchte die öffentlichen Schulen seiner Heimat und das Wyoming Seminary in Kingston. Er studierte Jura und wurde im Jahr 1899 als Rechtsanwalt zugelassen, hat aber nicht in diesem Beruf praktiziert. Stattdessen arbeitete er als Florist. Zwischen 1904 und 1907 war er als Prothonotary bei der Verwaltung im Luzerne County angestellt. Politisch wurde er Mitglied der Republikanischen Partei.
Bei den Kongresswahlen des Jahres 1916 wurde Templeton im elften Wahlbezirk von Pennsylvania in das US-Repräsentantenhaus in Washington, D.C. gewählt, wo er am 4. März 1917 die Nachfolge des Demokraten John J. Casey antrat, den er bei der Wahl geschlagen hatte. Da er im Jahr 1918 auf eine weitere Kandidatur verzichtete, konnte er bis zum 3. März 1919 nur eine Legislaturperiode im Kongress absolvieren. Diese war von den Ereignissen des Ersten Weltkrieges geprägt.
Nach dem Ende seiner Zeit im US-Repräsentantenhaus betätigte sich Thomas Templeton wieder als Florist. Zwischen 1920 und 1923 war er außerdem Verwaltungschef über die Liegenschaften des Pennsylvania State Capitol. Er starb am 5. September 1935 in seinem Geburtsort Plymouth.